# نويل باركنسون
نويل باركنسون (بالإنجليزية: Noel Parkinson)‏ هو لاعب كرة قدم وشخصية أعمال بريطاني في مركز الوسط، ولد في 16 نوفمبر 1959 في كينغستون أبون هال في المملكة المتحدة. شارك مع منتخب إنجلترا تحت 16 سنة لكرة القدم. أما مع النوادي، فقد لعب مع إيبسويتش تاون وسكونثورب يونايتد وكولتشستر يونايتد ونادي بريستول روفيرز ونادي برينتفورد ونادي مانسفيلد تاون.